# Графы Парижские

1358: Герб Парижа

Граф Парижский был правителем области, включающей город Париж и его окрестности. Титул использовался в период правления Каролингов. Начиная с Эда, бывшего королём Франции, графство Парижское закрепилось в доме Робертинов.
С восшествием на французский престол Гуго Капета и основанием им королевской династии Капетингов, графство Парижское вошло в состав королевского домена. Перед этим оно ненадолго перешло в дом Бушаридов — Гуго Капет пожаловал его своему верному вассалу Бушару I Почтенному, графу Вандома.
Титул графа Парижского был восстановлен претендентами на французский трон от Орлеанистов для того, чтобы подчеркнуть свою принадлежность к Капетингскому дому.

## Пипиниды
- Грифон (ок. 726—753), сын Карла Мартелла и Сванхильды Баварской.

## Жерардиды
- Жерар I (752—778), отец Этьена, Бегона и Летхарда I.
- Этьен (778—811), сын предыдущего.
- Бегон или Бегго (815—816), брат предыдущего.
- Летард I, граф де Фезансак, затем граф Парижа (816), брат предыдущего.
- Жерар II (ок. 790—877), также Жирар де Руссильон, граф Парижа с 834, герцог Вьеннуа, герцог Лионне (863), сын Летарда I и брат Адаларда Сенешаля.
- Летард II (упом. 816), сын Бегона.
- Адалард, внук Бегона, пфальцграф (877), граф Парижа (до 890 года). Отец Аделаиды, супруги короля Людовика II Заики.

## Вельфы
- Конрад I Старый (ок. 800—863), сын Вельфа I, граф Парижа до 862 года.
- Конрад Чёрный, граф Парижа (ок. 866-882)
- Гуго Аббат, граф Парижа (ок. 882—886)

## Робертины
- Роберт Сильный, граф Парижа до 866 года.
- Эд (ум. 898), граф Парижа, затем король Франции.
- Роберт I (ум. 923), маркграф Нейстрии, граф Парижа, Блуа, Анжера, Тура, Орлеана, затем король Франции.
- Гуго Великий (ум. 956), герцог Франции.
- Гуго Капет (ум. 996), сын предыдущего.

## Бушариды
- Бушар I Почтенный, граф Вандома, граф Парижа (987—1005).
- Рено де Вандом, епископ Парижа, граф Парижа (1005—1017), сын предыдущего.

## Орлеанский дом

### Титулярный граф приИюльской монархии
- Филипп Орлеанский, граф Парижа (1838—1848), затем титулярный граф.

### Титулярные графы
- Филипп Орлеанский, «граф Парижа» (1838—1894).
- Генрих Орлеанский, «граф Парижа» (1929—1999).
- Генрих Орлеанский, «граф Парижа, герцог Франции» (1999—2019).
- Иоанн Орлеанский, «граф Парижа» (с 2019).